# Dormidontowka (osiedle)
Dormidontowka (ros. Дормидонтовка) – osiedle w Rosji, w Kraju Chabarowskim, w rejonie wiaziemskim. W 2021 liczyło 1222 mieszkańców.